# ایستگاه وایت‌چپل
ایستگاه وایت‌چپل (انگلیسی: Whitechapel station) یکی از ایستگاه‌های خط ناحیه و خط همرسمیت و سیتی متروی لندن و خط شرق متروی زمینی لندن است.
این ایستگاه که در ناحیه وایت‌چپل قرار دارد در سال ۱۸۷۶ میلادی تأسیس شده‌است.